# 1429
| [ Edytuj tabelę ]                          | |
| Król Polski                                | - 1386 Władysław II Jagiełło 1434 |
| Współksiążęta Andory                       | - 1416 Francesc de Tovia 1436 - 1412 Jan I 1436 |
| Król Anglii                                | - 1422 Henryk VI 1461 |
| Król Aragonii i Walencji, hrabia Barcelony | - 1416 Alfons V Aragoński 1458 |
| Władca Azteków                             | - 1427 Itzcoatl 1440 |
| Elektor Brandenburgii                      | - 1415 Fryderyk I 1440 |
| Książę Bawarii-Ingolstadt                  | - 1413 Ludwik VII Brodaty 1443 |
| Książę Bawarii-Landshut                    | - 1393 Henryk XVI Bogaty 1450 |
| Książę Bawarii-Monachium                   | - 1397 Ernest 1438 |
| Książę Burgundii                           | - 1419 Filip III Dobry 1467 |
| Cesarz Bizancjum                           | - 1425 Jan VIII Paleolog 1448 |
| Sułtan Brunei                              | - 1425 Sharif Ali 1433 |
| Cesarz Chin                                | - 1425 Xuande 1435 |
| Król Cypru                                 | - 1398 Janusz 1432 |
| Król Czech                                 | - 1420 bezkrólewie 1436 |
| Król Danii                                 | - 1396 Eryk Pomorski 1439 |
| Dalajlama                                  | - 1391 Gendun Drup 1474 |
| Władca Egiptu                              | - 1422 Barsbaj 1437 |
| Cesarz Etiopii                             | - 1414 Izaak 1429 - 1429 Andrzej 1430 |
| Król Francji                               | - 1422 Karol VII 1461 |
| Król Gruzji                                | - 1412 Aleksander 1442 |
| Hrabia Holandii                            | - 1417 Jakobina Bawarska 1433 |
| Władca Inków                               | - 1410 Viracocha 1438 |
| Cesarz Japonii                             | - 1428 Go-Hanazono 1464 |
| Kalif                                      | - 1414 Al-Mu’tadid II 1441 |
| Król Kastylii i Leónu                      | - 1406 Jan II Kastylijski 1454 |
| Patriarcha Konstantynopola                 | - 1416 Józef II 1439 |
| Władca Korei                               | - 1418 Sejong Wielki 1450 |
| Najwyższy książę litewski                  | - 1401 Jagiełło 1434 |
| Wielki książę litewski                     | - 1392 Witold 1430 |
| Cesarz Majapahitu                          | - 1389 Wikramawardhana 1429 - 1429 Suhita 1447 |
| Sułtan Maroka                              | - 1421 Abdulhak II 1465 |
| Książę Mediolanu                           | - 1412 Filip Maria 1447 |
| Wielki książę moskiewski                   | - 1425 Wasyl II Ślepy 1462 |
| Król Nawarry                               | - 1425 Blanka I z Nawarry i Jan II Aragoński 1441 |
| Król Norwegii                              | - 1396 Eryk Pomorski 1442 |
| Sułtan Omanu                               | - 1406 Machzum ibn al-Fallah 1435 |
| Elektor Palatynatu                         | - 1410 Ludwik III 1436 |
| Papież awinioński                          | - 1423 Klemens VIII 1429 |
| Papież                                     | - 1417 Marcin V 1431 |
| Król Portugalii                            | - 1385 Jan I 1433 |
| Cesarz Rzymski (niemiecki)                 | - 1410 Zygmunt Luksemburski 1437 |
| Kapitanowie Regenci San Marino             | - 1428 Sante Lunardini Antonio Giannini 1429 - 1429 Antonio di Rigo Andrea di Cecco 1429 - 1429 Antonio di Simone Belluzzi Giovanni di Pasino Benvegnudi 1430 |
| Despota Serbii                             | - 1429 Jerzy I Branković 1456 |
| Elektor Saksonii                           | - 1428 Fryderyk II Łagodny 1464 |
| Król Szkocji                               | - 1406 Jakub I 1437 |
| Król Szwecji                               | - 1396 Eryk XIII Pomorski 1439 |
| Król Tajlandii                             | - 1424 Borommaracha Thirat II 1448 |
| Sułtan Turków                              | - 1421 Murad II 1444 |
| Doża Wenecji                               | - 1423 Francesco Foscari 1457 |
| Król Węgier                                | - 1387 Zygmunt Luksemburski 1437 |
| Cesarz Wietnamu                            | - 1428 Lê Lợi 1433 |
| Wielki mistrz zakonu krzyżackiego          | - 1422 Paul Bellitzer von Russdorff 1441 |

Rok 1429 / MCDXXIX
stulecia: XIV wiek ~
XV wiek ~
XVI wiek

lata: 1419 «
1424 «
1425 «
1426 «
1427 «
1428 «
1429
» 1430
» 1431
» 1432
» 1433
» 1434
» 1439

## Wydarzenia w Polsce
- 6 stycznia – na zamku w Łucku odbył się trwający 13 tygodni zjazd monarchów europejskich w sprawie obrony przed Turcją.
- 13 lipca – Mława otrzymała prawa miejskie.
- Budowa zamku w Ciechanowie.
- Starania wielkiego księcia Witolda o koronę Polski.
- Wielichowo otrzymało prawa miejskie.

## Wydarzenia na świecie
- 12 lutego – wojna stuletnia: zwycięstwo Anglików nad Francuzami w tzw. bitwie o śledzie pod Orleanem.
- 23 lutego – wystąpienie Joanny d’Arc.
- 6 marca – na zamku w Chinon doszło do pierwszego spotkania Joanny d’Arc z królem Francji Karolem VII Walezjuszem.
- 22 marca – wojna stuletnia: Joanna d’Arc podyktowała pierwszy list do Anglików oblegających Orlean, proponując w nim zawarcie pokoju.
- 7 maja – wojna stuletnia: wojska francuskie pod wodzą św. Joanny d’Arc przełamały angielskie oblężenie Orleanu.
- 8 maja – wojna stuletnia: Joanna d’Arc na czele armii francuskiej wyzwoliła oblegany przez Anglików Orlean.
- 11 czerwca – wojna stuletnia: rozpoczęła się bitwa pod Jargeau.
- 12 czerwca – wojna stuletnia: wojska francuskie pod wodzą Joanny d’Arc pokonały Anglików w bitwie pod Jargeau.
- 17 czerwca – wojna stuletnia: zwycięstwo Francuzów nad Anglikami w bitwie pod Beaugency.
- 18 czerwca – wojna stuletnia: pod dowództwem Joanny d’Arc armia francuska odniosła zwycięstwo nad Anglikami w bitwie pod Patay.
- 17 lipca – Joanna d’Arc doprowadziła do koronacji Karola VII w katedrze Reims.
- 6 listopada – Henryk VI został koronowany na króla Anglii.

## Zmarli
- 28 września – Cymbarka Mazowiecka, księżna Mazowiecka z dynastii Piastów (ur. ok. 1394)
- przed 28 października – Aleksy IV Wielki Komnen, cesarz Trapezuntu (ur. 1382)
- 8 grudnia – Janusz I Starszy, od 1373 r. książę warszawski, lennik Polski, od 1391 na Podlasiu (dożywotnio) (ur. ok. 1346)
- data dzienna nieznana:
  - Heinrich von Plauen, wielki mistrz zakonu krzyżackiego (ur. 1370)
  - Izaak, cesarz Etiopii (ur. ?)
  - Wikramawardhana, cesarz Madżapahit (ur. 1353)